# Kaposvári Rákóczi FC
El Kaposvári Rákóczi FC es un club de fútbol húngaro de Kaposvár y fundado en 1923. El equipo disputa sus partidos como local en el Estadio Rákóczi y juega en la NB2.

## Palmarés
- NBII (2): 1980, 1987
- NBIII (4): 1960, 1972, 1985, 1995